# Marsdenia egregia
Marsdenia egregia är en oleanderväxtart som beskrevs av P.I. Forster. Marsdenia egregia ingår i släktet Marsdenia och familjen oleanderväxter. Inga underarter finns listade i Catalogue of Life.